# 알 콜리
알 콜리(Al Corley, 1956년 5월 22일 ~ )는 미국의 배우, 가수이다.

## 영화
- 킬 더 아이리쉬맨 (2011년)
- 스틸 (2009년)
- 유 킬 미 (2007년)
- 레슬리 버논의 살인 일기 (2006년)
- 그레이브댄서 (2005년)
- 에드몬드의 범죄 (2005년)
- 비거 댄 더 스카이 (2005년)
- 스위트 크리스마스 (2004년)
- 스코츠드 (2003년)
- 링 오브 파이어 (2000년)
- 드라우닝 모나 (2000년)
- 팔메토 (1998년)
- 브라더스 키스 (1997년)
- 요람을 흔드는 손 2 (1995, Im Sog des Bösen)
- 돈 쥬앙 (1995년)
- 키스 굿나잇 (1994년)
- 다이너스티 (1981년)
- 홍키 통키 프리웨이 (1981년)
- 스퀴즈 플레이 (1979년)
- 엔드 베이비 메이크스 식스 (1979년)